# J.F. Willumsen
Jens Ferdinand Willumsen (født 7. september 1863 i København, død 4. april 1958 i Cannes) var en af pionererne bag det moderne gennembrud i dansk billedkunst omkring 1900. Han var primært maler, men mestrede de fleste kunstarter og arbejdede desuden som billedhugger, grafiker, keramiker, arkitekt og fotograf. 
J.F. Willumsen studerede ved Det Kongelige Danske Kunstakademi fra 1881 til 1885. Efter tre forgæves forsøg på at blive indstillet til afgangsprøven på Kunstakademiet, studerede han på Kunstnernes Frie Studieskoler i København. I 1891 var han med til at stifte Den frie Udstilling, hvis udstillingsbygning han tegnede i 1898.
Willumsen opholdt sig i hovedparten af sit liv uden for Danmarks grænser, hovedsageligt i Frankrig, hvor han under et ophold i Paris 1890-94 blev præget af symbolismen. I de følgende årtier blev han eksponent for flere af epokens kunstretninger og hans stil ændredes i mere ekspressiv retning. 

## Familieforhold
J.F. Willumsen var gift to gange. Første gang i 1890 med billedhuggeren Juliette Meyer. Sammen fik de sønnerne Jan Bjørn i 1891 og Bode i 1895. I 1898 opløstes deres samliv, da Willumsen flyttede fra hjemmet. Willumsen havde i 1897 i forbindelse med sin stilling som kunstnerisk leder på porcelænsfabrikken Bing & Grøndahl mødt billedhuggeren Edith Wessel, som han giftede sig med i 1903, efter at være blevet skilt fra Juliette. I andet ægteskab fik han døtrene Ingemor Gersemi i 1906 og Anne-Mathilde i 1909.
I 1907 tegnede Willumsen en ateliervilla til sig selv og sin hustru, billedhuggeren Edith Willumsen. Parret boede og arbejde i villaen i Strandagervej 28, Hellerup, til de i 1914 flyttede til Sydfrankrig. Da deres samliv ophørte i 1928, flyttede Edith Willumsen tilbage og blev boende i huset til sin død.
Willumsen blev boende i Sydfrankrig, og omkring 1930 indledte han et forhold til den franske danserinde og malerinde Michelle Bourret, to år efter at samlivet med Edith var ophørt. Forholdet varede til hans død.
Disse tre kvinder støttede og hjalp Willumsen i hans kunstneriske udfoldelser, og han benyttede dem ofte som modeller. Også Willumsens mor var en støtte for ham til sin død i 1899.
Han ligger begravet i J.F. Willumsens Museums park sammen med sin anden hustru, Edith Willumsen.
Willumsen tilbød en stor del af sine værker og sin kunstsamling til staten - en samling, der rummer værker af ældre kunstnere, som Willumsen støvede op i gallerier. 
Fra 1930'erne arbejdede han for oprettelse af et museum. I 1957, året før hans død, åbnede J.F. Willumsens Museum i Frederikssund. Derudover har Herregården Odden i Vendsyssel en stor offentlig tilgængelig samling af Willumsens værker.
I 2016 bidrog Flügger til en storslået udstilling "Farvefeber" på J.F. Willumsens Museum i Frederikssund, hvor der i samarbejde med museet blev udviklet baggrundsfarver til nogle af Willumsens mest markante værker på baggrund af en række signaturfarver i hans farvepalet.